# راندولف هنري ويبر
راندولف هنري ويبر (بالإنجليزية: Randolph Henry Weber)‏ هو قاضي ومحامي وسياسي أمريكي، ولد في 26 نوفمبر 1909 في سانت لويس في الولايات المتحدة، وتوفي في 23 نوفمبر 1961. حزبياً، نشط في الحزب الجمهوري. وقد انتخب عضو مجلس نواب ولاية ميسوري.